# Чучковское городское поселение
Чу́чковское городско́е поселе́ние — муниципальное образование в Чучковском районе Рязанской области России.
Административный центр и единственный населённый пункт — пгт Чучково.

## История
Административное устройство городского поселения определяются законом Рязанской области от 07.10.2004 № 100-ОЗ.
Границы городского поселения определяются законом Рязанской области от 11.11.2008 № 164-ОЗ.

## Население
| 2009  | 2010  | 2012  | 2013  | 2014  | 2015  | 2016  | 2017  | 2018  |
| ----- | ----- | ----- | ----- | ----- | ----- | ----- | ----- | ----- |
| 4265  | ↘3122 | ↘3037 | ↘2983 | ↘2860 | ↘2717 | ↘2608 | ↗2619 | ↗2620 |
| 2019  | 2020  | 2021  | 2023  |       |       |       |       |       |
| ↗2623 | ↗2645 | ↗2650 | ↘2565 |       |       |       |       |       |

## Местное самоуправление
Главы городского поселения
- с 2012 года — Горина Любовь Николаевна[16]
- до 2023 года — Сергей Владимирович Ершов
- с 2023 года — Геннадий Викторович Моськин